# أنخيل روبنسون غارسيا
أنخيل روبنسون غارسيا مواليد 1937-وفيات 2000، كان ملاكم محترف كوبي صنّف ضمن فئة وزن الوسط.

## إحصائيات
خاض خلال مسيرته 237 نزالا، فاز في 135 وتعادل في 20 وخسر في 82. فاز بالضربة القاضية في 53 نزالا.

## روابط خارجية
- أنخيل روبنسون غارسيا على موقع بوكس ريك (الإنجليزية) (registration required)